# Argenteuil
Argenteuil egy város Franciaországban, Île-de-France régióban.  A városban élt Claude Monet, aki számos képet festett a vidékről. Lakosainak száma 107 135 fő (2022. január 1.).

## Földrajza
Argenteuil Colombes, Gennevilliers, L’Île-Saint-Denis, Épinay-sur-Seine, Saint-Gratien, Sannois, Cormeilles-en-Parisis, Sartrouville és Bezons községekkel határos.

## Népessége
| Lakosok száma | 5356 | 4536 | 7269 | 12 809 | 24 282 | 59 314 | 102 530 | 103 250 | 110 210 | 107 135 |
|               | 1793 | 1836 | 1861 | 1886   | 1911   | 1936   | 1975    | 2008    | 2017    | 2022    |